# Karen Lykkehus
Karen Emilie Lykkehus (født 22. oktober 1904 i København, død 25. oktober 1992 smst) var en dansk skuespillerinde.
Lykkehus var først elev på Dagmarteatret og debuterede på dette teater i 1923.
Hun kom derefter til Det Ny Teater, inden hun 1928-1930 gennemgik Det kongelige Teaters elevskole.
Sidenhen fik hun store roller på privatteatrene, ligesom besættelsesårene betød det store gennembrud for hende, ikke mindst i stjerneengagementer på Det Ny Teater, Riddersalen, Frederiksberg Teater og Allé Scenen.
Efter sin skilsmisse i 1944 kom hun ud i en sort periode i livet, hvor hun blev narkoman i primadonna-årene. Lægerne var mere end villige til at forsyne hende med morfin, amfetamin og mange andre stoffer. Efter fire år var hun så langt ude, at hun var tæt på at dø. En skolekammerat greb imidlertid ind i sidste øjeblik, og i små 15 år forsvandt Karen Lykkehus helt fra dansk teater. Men efter afvænning fik hun comeback i 1958 på Riddersalen, hvor hun spillede Mrs Savage i De kloge og de gale.
I sine seneste år huskes hun både som en del af et fast makkerskab med kollegaen Bjørn Puggaard-Müller i Otto Leisners H.O.P.L.A.-udsendelser og i 1979 i en alder af 75 år som en hyggelig nissemor i én af de populære julekalendere på tv, Jul i Gammelby.

## Udvalgt filmografi
- De blaa drenge – 1933
- Panserbasse – 1936
- Millionærdrengen – 1936
- En lille tilfældighed – 1939
- Jeg har elsket og levet – 1940
- Sommerglæder – 1940
- Gå med mig hjem – 1941
- Søren Søndervold – 1942
- Alt for karrieren – 1943
- Frihed, lighed og Louise – 1944
- Ditte Menneskebarn – 1946
- Tre år efter – 1948
- Altid ballade – 1955
- Blændværk – 1955
- Mig og min familie – 1957
- Det lille hotel – 1958
- Lyssky transport gennem Danmark – 1958
- Paw – 1959
- Eventyrrejsen – 1960
- Eventyr på Mallorca – 1961
- Den rige enke – 1962
- Prinsesse for en dag – 1962
- Det stod i avisen – 1962
- Støv for alle pengene – 1963
- Vi har det jo dejligt – 1963
- En ven i bolignøden – 1965
- Helle for Lykke – 1969
- På'en igen Amalie – 1973
- Pigen og drømmeslottet – 1974
- Nøddebo Præstegård – 1974
- Kun sandheden – 1975
- Familien Gyldenkål – 1975
- Familien Gyldenkål sprænger banken – 1976
- Pas på ryggen, professor – 1977
- Familien Gyldenkål vinder valget – 1977
- Næste stop - Paradis – 1980
- Kurt og Valde – 1983